# Китайгородський ліс
Китайгоро́дський ліс — ботанічний заказник місцевого значення в Україні. Розташований у межах Кам'янець-Подільського району Хмельницької області, на північ від села Китайгород на схилах річки Тернава. 

## Опис
Площа 40 га. Статус надано згідно з рішенням облради від 19.10.1988 року № 153. Перебуває у віданні КП «Надра Кам'янеччини». 
Цінність являють рідкісні види рослин орхідних видів, зіновать Блоцького тощо. 
Входить до складу національного природного парку «Подільські Товтри».

## Галерея

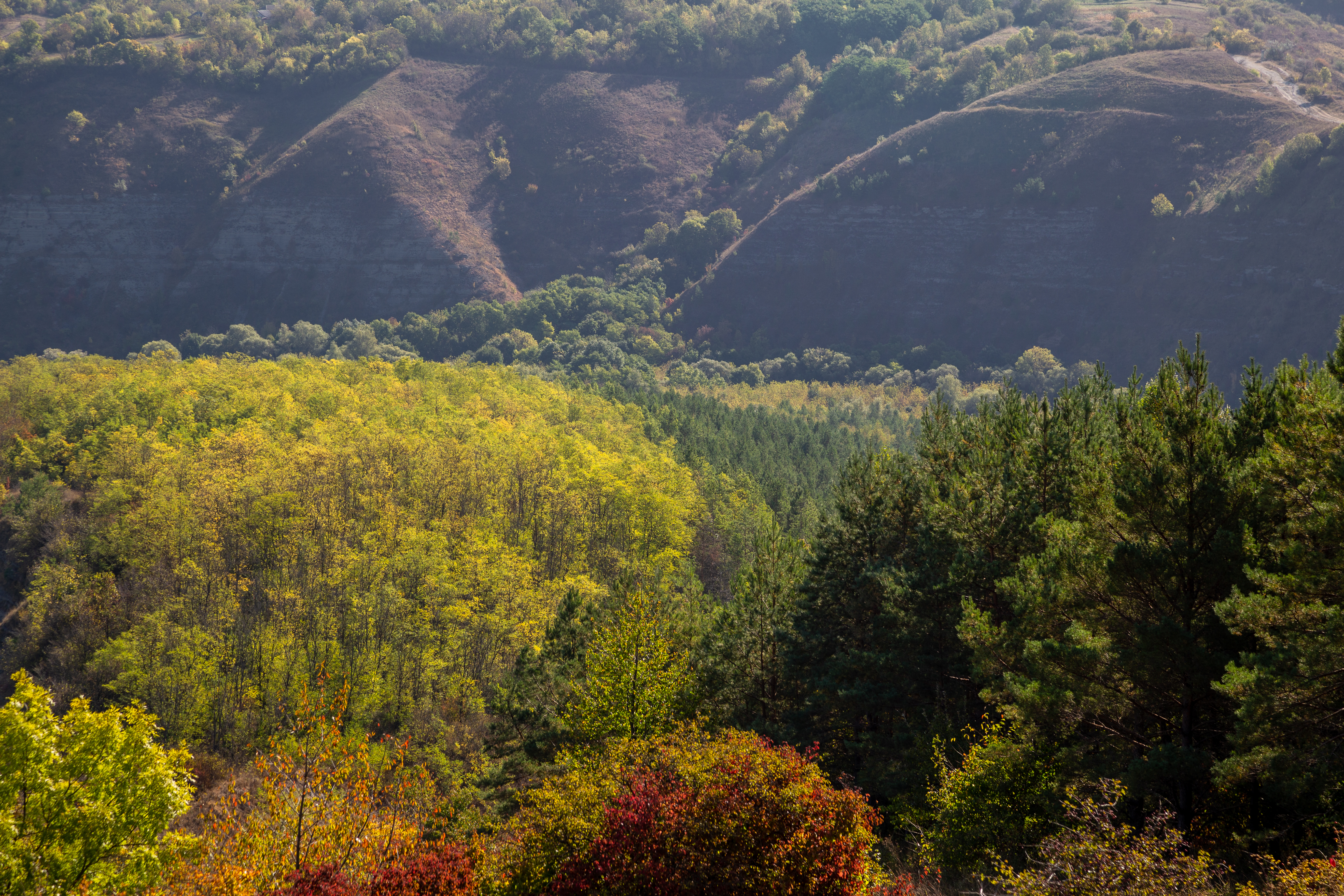
Ліс біля Китайгорода
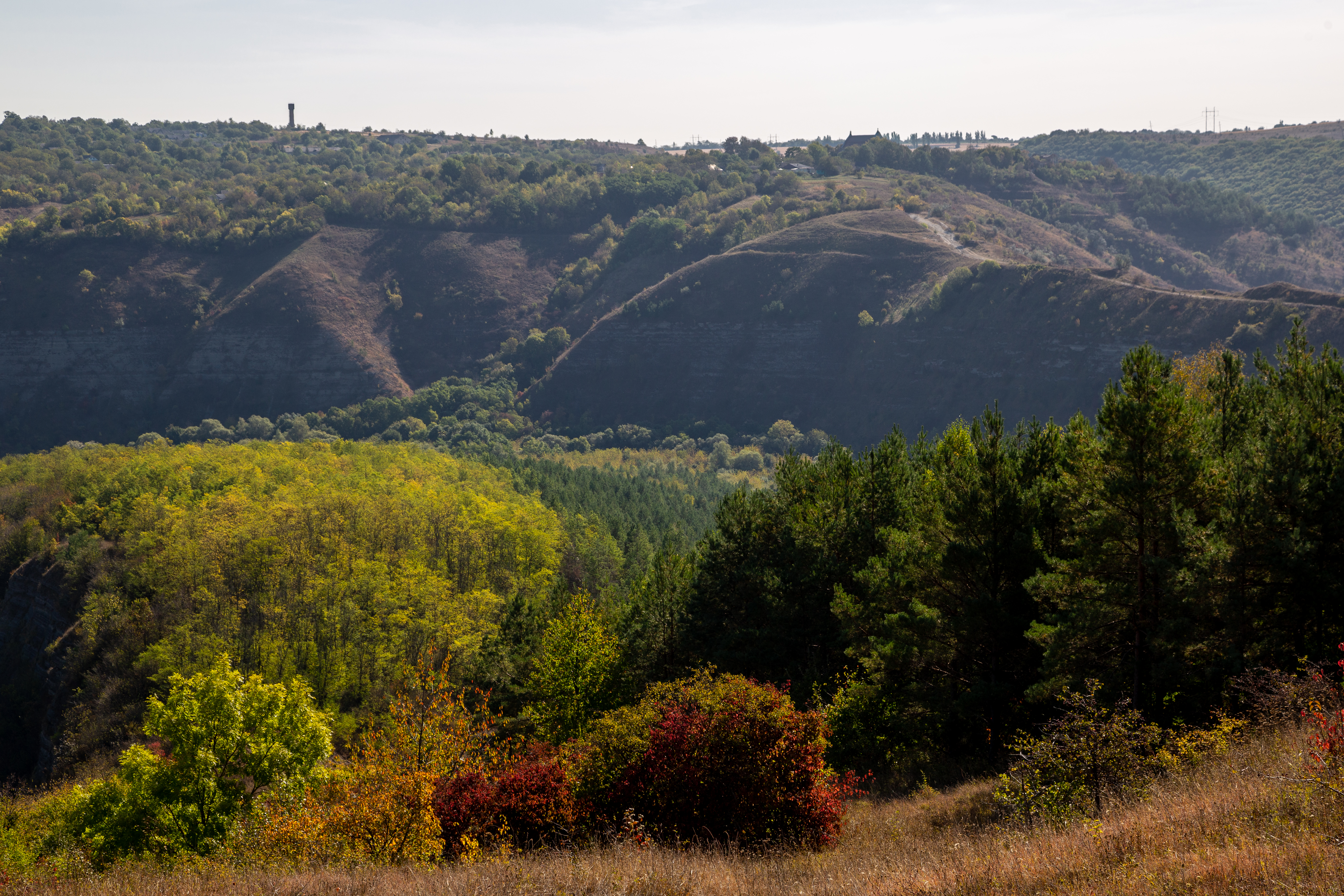
Китайгородський ліс
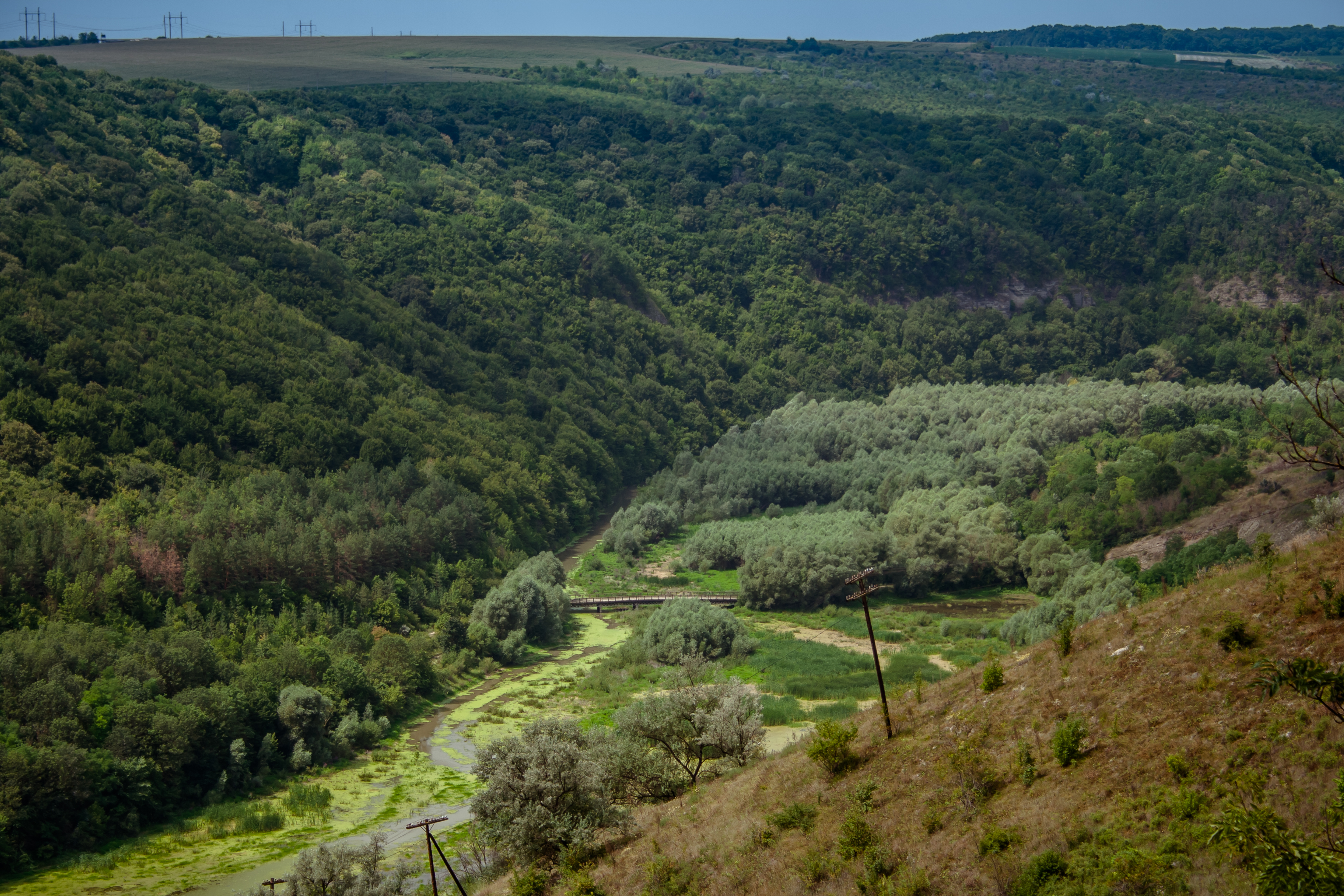
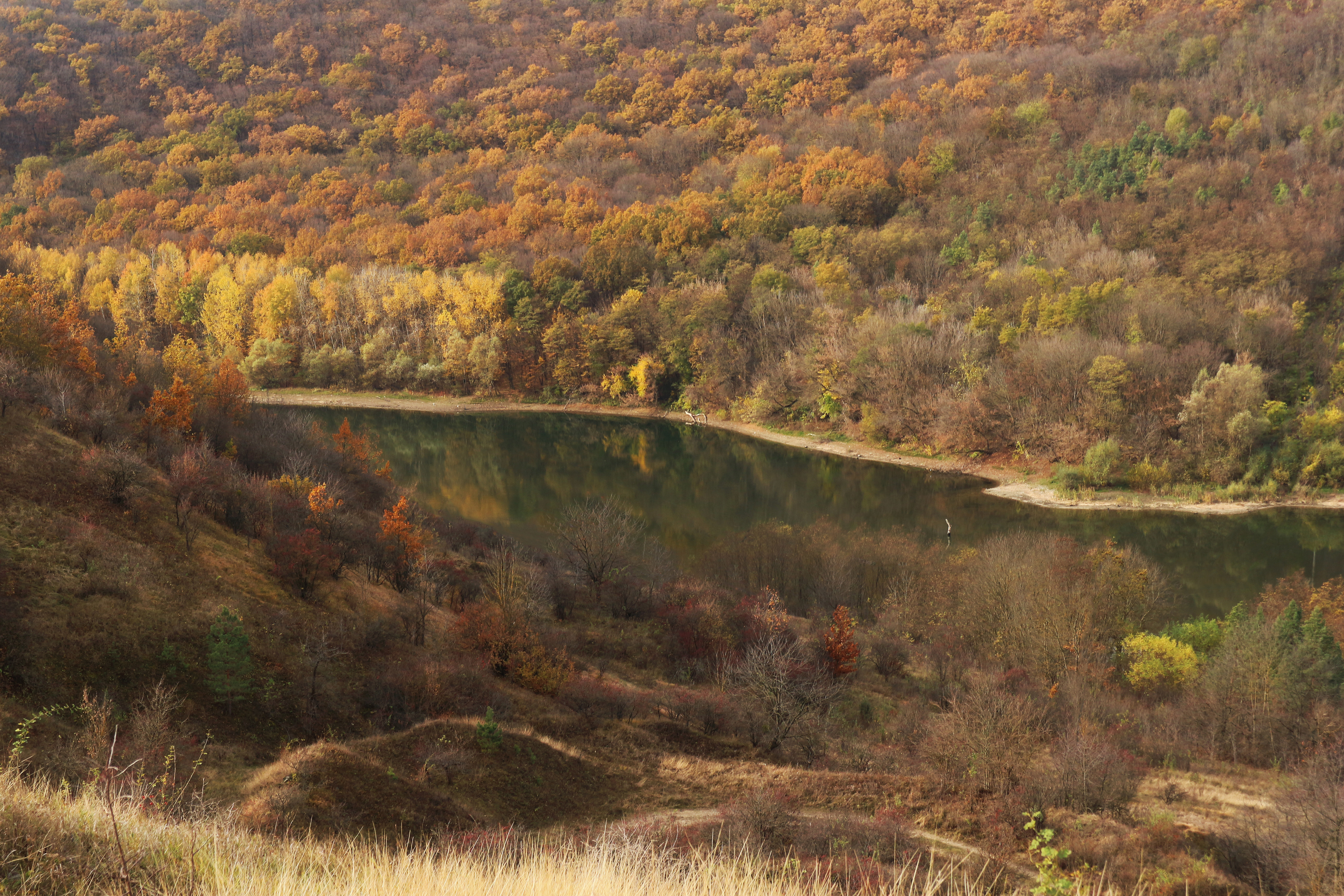
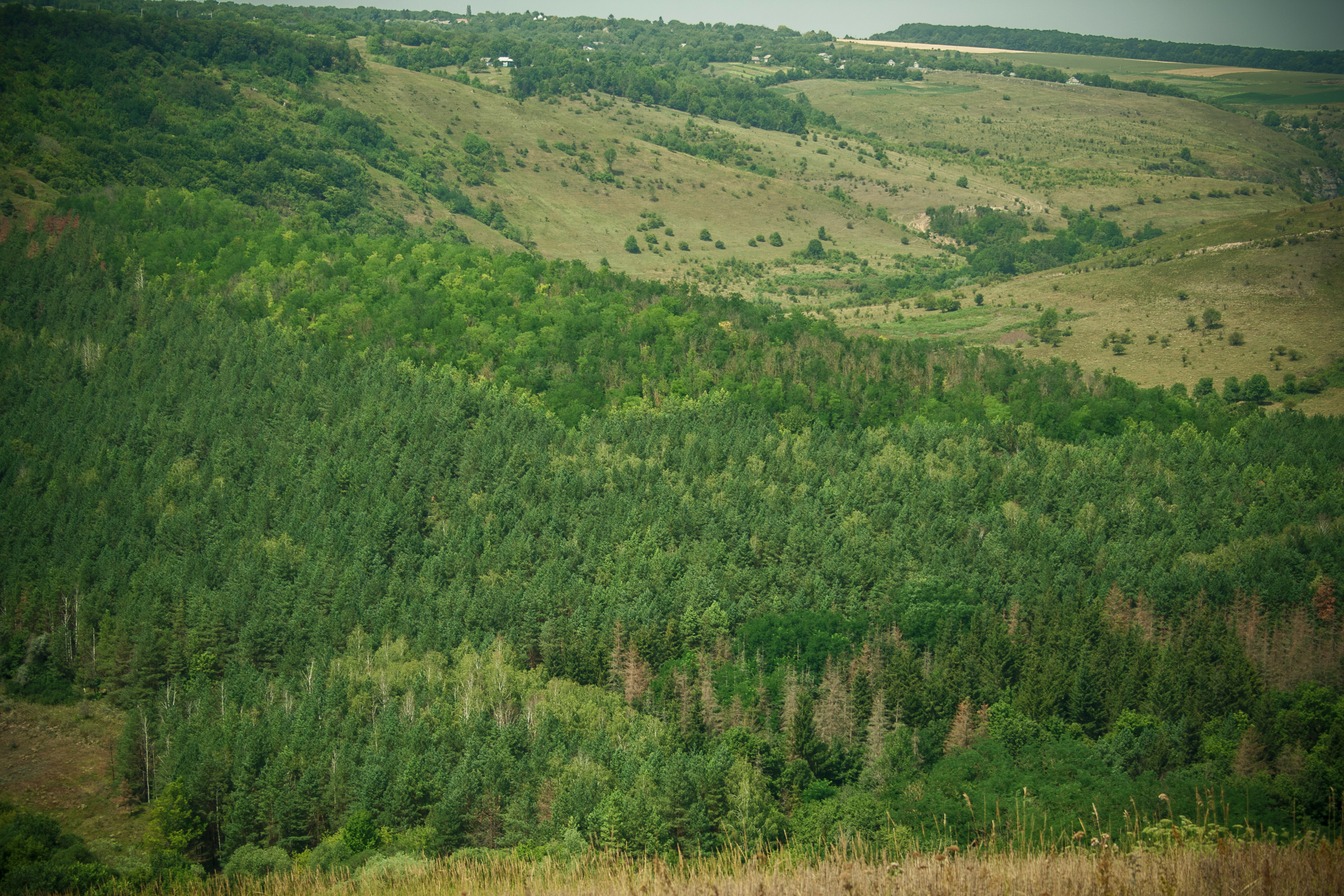